# Langlade (Gard)
Pour les articles homonymes, voir Langlade.
Langlade est une commune française située dans le sud du département du Gard, en région Occitanie.
Exposée à un climat méditerranéen, elle est drainée par le Rhôny et par deux autres cours d'eau. La commune possède un patrimoine naturel remarquable composé d'une zone naturelle d'intérêt écologique, faunistique et floristique.
Langlade est une commune urbaine qui compte 2 297 habitants en 2022, après avoir connu une forte hausse de la population depuis 1962. Elle est ville-centre de l'agglomération de Langlade et fait partie de l'aire d'attraction de Nîmes. Ses habitants sont appelés les Langladois ou  Langladoises.

## Géographie

### Communes limitrophes
Les communes limitrophes sont Bernis, Caveirac, Clarensac, Milhaud, Nages-et-Solorgues et Saint-Dionisy.
| Clarensac          | Caveirac |         |
| Saint-Dionisy      | Langlade | Milhaud |
| Nages-et-Solorgues |          | Bernis  |

Langlade est un village de la Vaunage, les vallées de Nages, situé à 12 km de Nîmes dans le Gard entre Languedoc et Provence. Les communes de Clarensac, Caveirac, Milhaud, Bernis, Nages-et-Solorgues et Saint-Dionisy sont limitrophes de la commune de Langlade. Elle est la ville-centre d'une unité urbaine de l'aire urbaine de Nîmes.

### Paysages

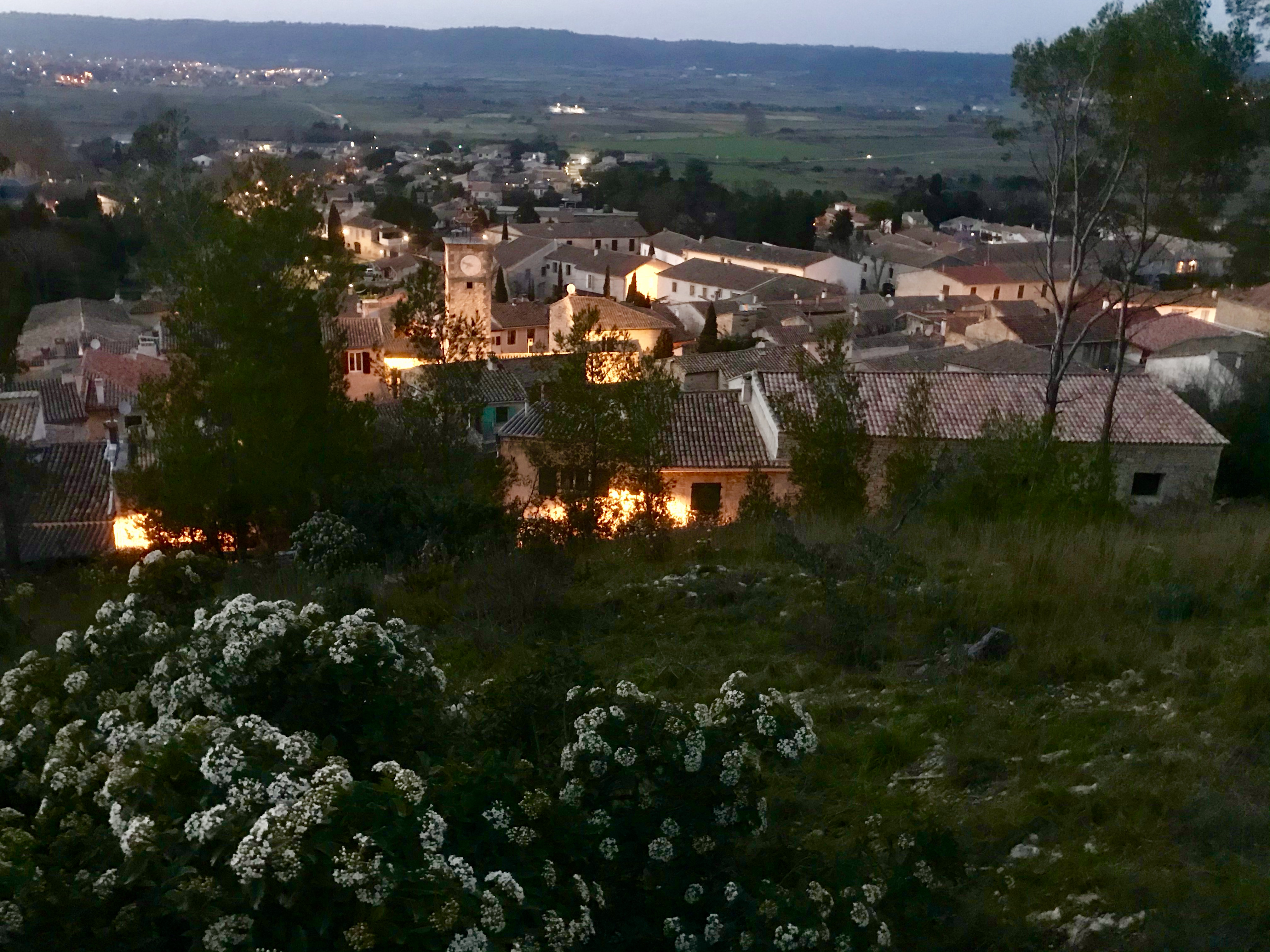
Langlade - vue du soir du Moulin de Cavalier

### Hydrographie et relief
Bordée au Nord par le Rhony vert (affluent du Rhony) qui le sépare de la commune de Clarensac, son plateau occupée par des vignes sert d'impluvium pour alimenter la source Perrier de Vergèze.

### Climat
Pour des articles plus généraux, voir Climat de l'Occitanie et Climat du Gard.
En 2010, le climat de la commune est de type climat méditerranéen franc, selon une étude s'appuyant sur une série de données couvrant la période 1971-2000. En 2020, Météo-France publie une typologie des climats de la France métropolitaine dans laquelle la commune est exposée à un climat méditerranéen et est dans la région climatique Provence, Languedoc-Roussillon, caractérisée par une pluviométrie faible en été, un très bon ensoleillement (2 600 h/an), un été chaud (21,5 °C), un air très sec en été, sec en toutes saisons, des vents forts (fréquence de 40 à 50 % de vents > 5 m/s) et peu de brouillards.
Pour la période 1971-2000, la température annuelle moyenne est de 14 °C, avec une amplitude thermique annuelle de 17,1 °C. Le cumul annuel moyen de précipitations est de 763 mm, avec 6 jours de précipitations en janvier et 2,8 jours en juillet. Pour la période 1991-2020, la température moyenne annuelle observée sur la station météorologique la plus proche, située sur la commune de Nîmes à 10 km à vol d'oiseau, est de 15,6 °C et le cumul annuel moyen de précipitations est de 734,4 mm,. Pour l'avenir, les paramètres climatiques de la commune estimés pour 2050 selon différents scénarios d’émission de gaz à effet de serre sont consultables sur un site dédié publié par Météo-France en novembre 2022.

### Voies de communication et transports

#### Axes ferroviaires
Actuellement, Langlade n'est plus desservi par la SNCF car l'ancienne voie a été reconvertie en voie verte par le Département du Gard (voir la section Gare de Langlade).

#### Axes routiers
Langlade est desservie par les routes départementales D40 (de Nîmes à Sommières) et D14 (de Clarensac à Aubord).

#### Transports en commun
Langlade est desservie par la ligne de bus 51 (Nimes Gare routière - Langlade Tres Patas).

### Milieux naturels et biodiversité

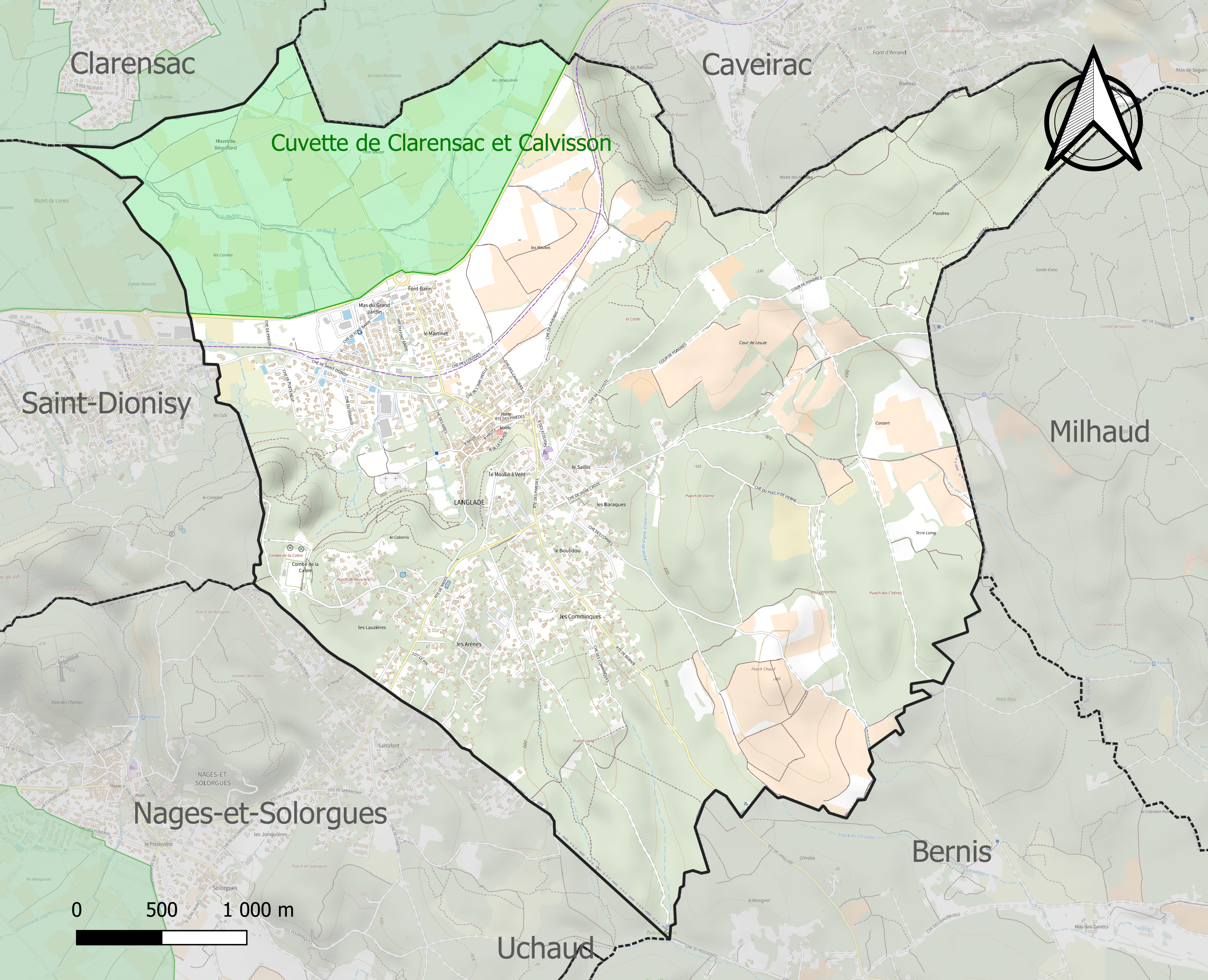
Carte de la ZNIEFF de type 1 localisée sur la commune.

L’inventaire des zones naturelles d'intérêt écologique, faunistique et floristique (ZNIEFF) a pour objectif de réaliser une couverture des zones les plus intéressantes sur le plan écologique, essentiellement dans la perspective d’améliorer la connaissance du patrimoine naturel national et de fournir aux différents décideurs un outil d’aide à la prise en compte de l’environnement dans l’aménagement du territoire.
Une ZNIEFF de type 1 est recensée sur la commune :
les « Corbières centrales » (2 641 ha), couvrant 8 communes du département.

## Urbanisme

### Typologie
Au 1er janvier 2024, Langlade est catégorisée petite ville, selon la nouvelle grille communale de densité à sept niveaux définie par l'Insee en 2022.
Elle appartient à l'unité urbaine de Langlade, une agglomération intra-départementale regroupant trois  communes, dont elle est ville-centre,,. Par ailleurs la commune fait partie de l'aire d'attraction de Nîmes, dont elle est une commune de la couronne,. Cette aire, qui regroupe 92 communes, est catégorisée dans les aires de 200 000 à moins de 700 000 habitants,.

### Occupation des sols
L'occupation des sols de la commune, telle qu'elle ressort de la base de données européenne d’occupation biophysique des sols Corine Land Cover (CLC), est marquée par l'importance des forêts et milieux semi-naturels (43,2 % en 2018), en diminution par rapport à 1990 (55,2 %). La répartition détaillée en 2018 est la suivante : 
forêts (40,3 %), cultures permanentes (27,7 %), zones urbanisées (20,2 %), zones agricoles hétérogènes (8,9 %), milieux à végétation arbustive et/ou herbacée (2,9 %). L'évolution de l’occupation des sols de la commune et de ses infrastructures peut être observée sur les différentes représentations cartographiques du territoire : la carte de Cassini (XVIIIe siècle), la carte d'état-major (1820-1866) et les cartes ou photos aériennes de l'IGN pour la période actuelle (1950 à aujourd'hui).

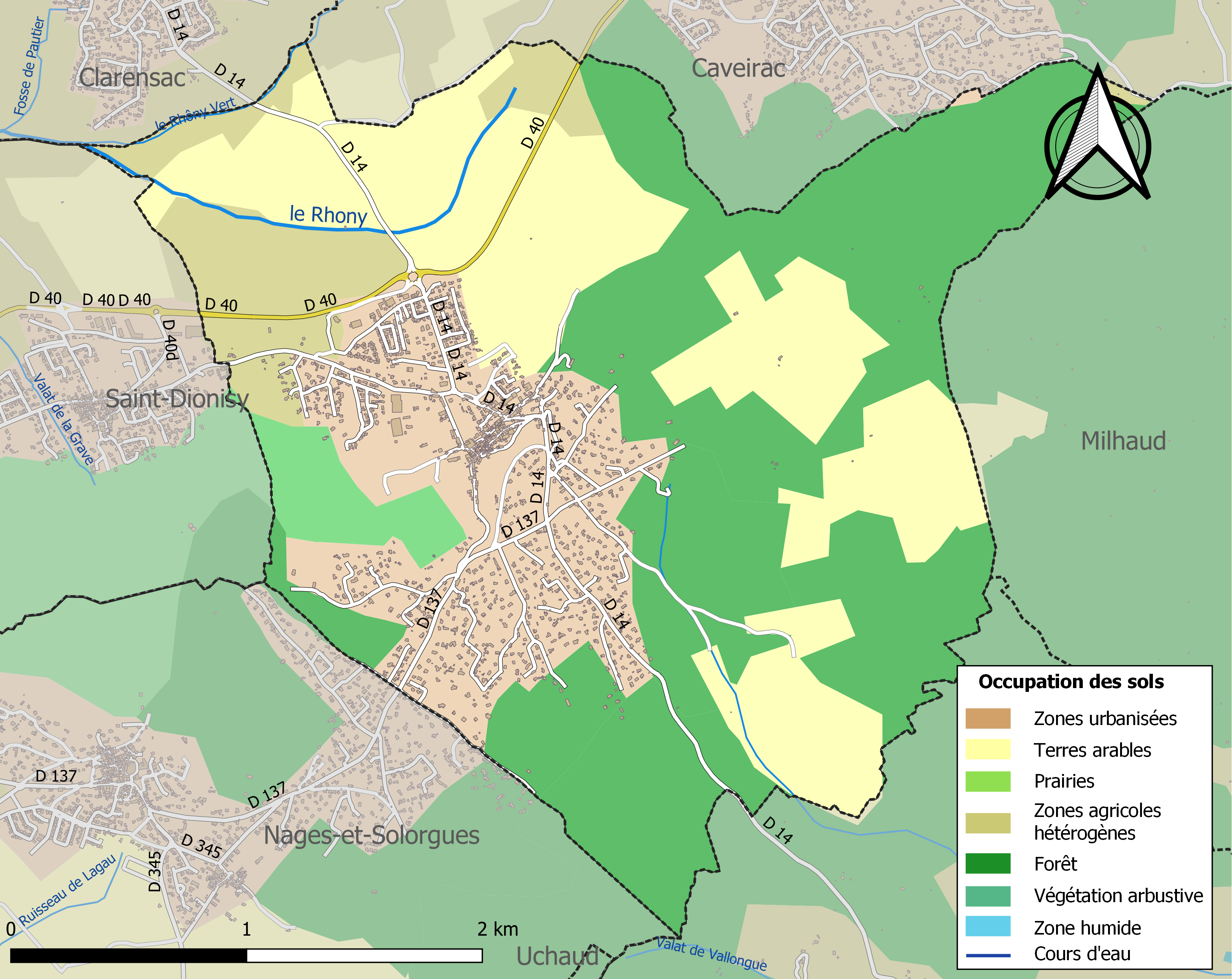
Carte des infrastructures et de l'occupation des sols de la commune en 2018 (CLC).

### Morphologie urbaine
Le vieux centre de Langlade est massé autour de la route de la pinède (D14) sur la pente menant au puech noble.
Langlade s'est agrandie ensuite par la construction de lotissements successifs en direction du bas de la colline vers la D40. Ce qui a motivé le déplacement de la mairie en décembre 2020, de la rue haute vers l'actuelle voie verte (ancienne ligne PLM Nîmes - Sommières).

### Logement
Les maisons du vieux centre médiéval sont construites en pierre avec un puits dans leurs cours.
Elles ont souvent un portail de type vigneron (roman) pour pouvoir laisser passer les charrettes transportant les barriques de vin.
Les belles maisons autour du complexe sportif des Lauzières sont bâties sur de grands terrains et sont souvent entourées de pins avec une piscine.
Les maisons plus récentes (issues des lotissements) ont maximum un étage et ont des jardins plus modestes.

### Projets d'aménagement
Construction en cours de la Halle sportive et déplacement des commerces dans le cadre de la troisième phase de déplacement du centre du village (Mairie, bibliothèque, agence postale communale, ...)

### Risques naturels et technologiques
Entre 1982 et 2021, dix-sept arrêtés ministériels ayant porté reconnaissance de catastrophe naturelle ont été pris pour le territoire de la commune de Langlade, dont dix pour des inondations et coulées de boue, six pour des mouvements de terrains et un pour une tempête.
Quatre risques naturels majeurs sont recensés sur le territoire communal : les risques d'incendie, d'inondation, de mouvement de terrain et de transports de matière dangereuses. Aucun risque technologique majeur n'est recensé. Ces risques majeurs sont décrits dans le Document d'information communal sur les risques majeurs (DICRIM) de la commune.

## Toponymie

### Attestations anciennes
- 1125 : Anglata (Layettes du Trésor des Chartes)[12].
- 1161 : Anglata (Cartulaire de l'abbaye de Franquevaux)[12].
- 1165 : Parochia Sancti Juliani de Anglata (Chapitre cathédral de Nîmes aux archives du Gard)[12].
- 1214 : Ecclesia Sancti-Juliani de Anglada (Léon Ménard, notes manuscrites, I, preuves p. 53, col. 2)[12].
- 1306 : Sanctus-Julianus de Anglada (Cartulaire du monastère de Saint-Sauveur-de-la-Font)[12].
- 1322 : Anglata (Léon Ménard, notes manuscrites, II, preuves p. 34, col. 1)[12].
- 1384 : Anglada (Dénombrement de la sénéchaussée)[12].
- 1386 : Ecclesia de Anglada (Répartition du subside de Charles VI)[12].
- 1435 : L'Anglade (Répartition du subside de Charles VII)[12].
- 1461 : Locus de Anglada (Copie de lettres royaux[Note 5], E, IV, f. 52)[12].
- 1569 : Le prieuré de Sainct-Julien de Langlade (Insinuations ecclésiastiques du diocèse de Nîmes)[12].

### Étymologie
Langlado en provençal (écriture mistralienne), occitan Langlada.
Langlade est un toponyme de type occitan, dont la finale -ade représente la forme francisée de l'occitan -ada (-ado), évolution régulière du suffixe latin -ata (français -ée, -aye, -aie). L'Anglada est devenu Langlada par agglutination de l'article défini la, réduit à l’ par aphérèse de -a devant voyelle. Anglada est issu du bas latin angulata, dérivé du classique angulus « angle » et désignant un endroit, une terre, une région en forme de coin, faisant un angle. Homonymie avec une centaine de hameaux et lieux-dits du midi.

## Histoire

### Moyen Âge
Langlade dépend de la viguerie et du diocèse de Nîmes, archiprêtré de Nîmes. À l'époque de l'Assise de Calvisson, en 1322, on y compte 65 feux, dont 4 sont qualifiés nobles. Le dénombrement de la sénéchaussée de 1384 ne lui en donne plus que 5 à la suite de la peste du XIVe siècle. De 1414 à 1790, la terre de Langlade est possédée par des seigneurs qui en portent le nom.
La ville devient célèbre pour la qualité de son vignoble, le Vieux Langlade, qui est apprécié par Louis XIV qui donna à la ville de Langlade son premier blason en 1696.

### Époque moderne
Les seigneurs de Calvisson possèdent à Langlade la haute et basse justice, la moyenne appartenant à des seigneurs particuliers. Le village de Langlade est compris dans le marquisat de Calvisson, lorsqu'il est créé en 1644.
Le dénombrement de 1734 donne 58 feux et celui de 1744 40 feux pour 200 habitants.

### Époque contemporaine
La création de la ligne PLM en 1882 passant par Langlade facilita le transport du vin de Langlade.

## Politique et administration

### Tendances politiques et résultats

#### Élections nationales

##### Présidentielles
Lors des élections présidentielles du 23 avril et 7 mai 2017 a été élu Emmanuel Macron EM.

##### Législatives
Lors des élections législatives des 11 et 18 juin 2017, Gilbert Collard (Front national) et Marie Sara (La République en marche) ont été élus dans la deuxième circonscription du Gard (dont fait partie Langlade).

#### Régionales
Lors des élections régionales des 6 et 13 décembre 2015, Carole Delga (PS) a été élue présidente de la région Occitanie - Midi-Pyrénées.
Lors des élections régionales des 20 et 27 juin 2021, Carole Delga (PS) a été réélue présidente de la région Occitanie - Midi-Pyrénées.

#### Départementales
Lors des élections départementales des 22 et 29 mars 2015 dans le canton de Saint Gilles (dont fait partie Langlade),
Huguette Sartre (UDI) et Eddy Valadier (UMP) ont été élus.
Lors des élections départementales des 20 et 27 juin 2021 dans le canton de Saint Gilles (dont fait partie Langlade), 
Huguette Sartre (UDI) et Eddy Valadier (UMP) ont été réélus.

#### Élections européennes
Lors des élections européennes du 25 mai 2014, ont été élus dans la circonscription du Sud-Ouest de la France :
Louis Aliot, Joëlle Mélin et Edouard Ferrand du FN, Michèle Alliot-Marie et Franck Proust de l'UMP, Virgine Rosière du PRG, Eric Andrieu du PS, José Bové d'EELV, Robert Rochefort du MoDem et Jean-Luc Mélenchon du PG.
Lors des élections européennes des 25 et 26 mai 2019, la circonscription était nationale (France).

### Conseil Municipal
Le conseil municipal actuel de la ville de Langlade est présenté dans le tableau ci-dessous.
Conseil municipal de Langlade (2020 - 2026)

### Jumelages
Aucun jumelage actuellement.

## Population et société

### Démographie
L'évolution du nombre d'habitants est connue à travers les recensements de la population effectués dans la commune depuis 1793. Pour les communes de moins de 10 000 habitants, une enquête de recensement portant sur toute la population est réalisée tous les cinq ans, les populations de référence des années intermédiaires étant quant à elles estimées par interpolation ou extrapolation. Pour la commune, le premier recensement exhaustif entrant dans le cadre du nouveau dispositif a été réalisé en 2008.

En 2022, la commune comptait 2 297 habitants, en évolution de +5,61 % par rapport à 2016 (Gard : +2,97 %, France hors Mayotte : +2,11 %).
| 1793 | 1800 | 1806 | 1821 | 1831 | 1836 | 1841 | 1846 | 1851 |
| ---- | ---- | ---- | ---- | ---- | ---- | ---- | ---- | ---- |
| 300  | 342  | 403  | 452  | 470  | 509  | 504  | 507  | 515  |

| 1856 | 1861 | 1866 | 1872 | 1876 | 1881 | 1886 | 1891 | 1896 |
| ---- | ---- | ---- | ---- | ---- | ---- | ---- | ---- | ---- |
| 580  | 616  | 663  | 650  | 515  | 454  | 382  | 414  | 421  |

| 1901 | 1906 | 1911 | 1921 | 1926 | 1931 | 1936 | 1946 | 1954 |
| ---- | ---- | ---- | ---- | ---- | ---- | ---- | ---- | ---- |
| 430  | 406  | 369  | 315  | 293  | 306  | 269  | 268  | 285  |

| 1962 | 1968 | 1975 | 1982  | 1990  | 1999  | 2006  | 2008  | 2013  |
| ---- | ---- | ---- | ----- | ----- | ----- | ----- | ----- | ----- |
| 366  | 381  | 646  | 1 193 | 1 603 | 1 834 | 1 958 | 1 993 | 2 071 |

| 2018  | 2022  | - | - | - | - | - | - | - |
| ----- | ----- | - | - | - | - | - | - | - |
| 2 204 | 2 297 | - | - | - | - | - | - | - |

### Enseignement
Un groupe scolaire communal (maternelle et ecole primaire) est implanté à Langlade.

### Santé
Un centre médical et une pharmacie sont implantés à Langlade.

### Manifestations culturelles et festivités
Langlade organise traditionnellement (hors Covid-19) deux fêtes votives par an au printemps et en été (Abrivado, course camarguaise, ...), en plus du traditionnel feu d'artifice du 13 juillet.

### Sports
Le complexe sportif des Lauzières est composé de terrains de tennis, d'un skate-park, d'un stade de football, d'un terrain de basket en gazon synthétique, et d'un parcours sportif dans la partie aménagée de la pinède voisine.
Une halle sportive couverte par des panneaux solaires photovoltaïques a été construite pour abriter notamment le club de tir à l'arc l'hiver.

### Médias
Langlade, comme beaucoup de villages de la Vaunage, a un correspondant (en l'occurrence une correspondante) de Midi-Libre qui relate les évènements langladois.

### Cultes
Le culte catholique est assuré une fois par mois normalement (hors période actuelle de confinement dû au Covid-19) par le curé de Calvisson dans l'église de Langlade.
Le culte protestant se tient au temple de l'église protestante unie de France

## Économie

### Revenus
En 2018  (données Insee publiées en septembre 2021), la commune compte 901 ménages fiscaux, regroupant 2 221 personnes. La médiane du revenu disponible par unité de consommation est de 26 060 € (20 020 € dans le département). 66 % des ménages fiscaux sont imposés (43,9 % dans le département).

### Emploi
|                | 2008   | 2013  | 2018  |
| -------------- | ------ | ----- | ----- |
| Commune        | 5,2 %  | 7,3 % | 6,4 % |
| Département    | 10,6 % | 12 %  | 12 %  |
| France entière | 8,3 %  | 10 %  | 10 %  |

En 2018, la population âgée de 15 à 64 ans s'élève à 1 296 personnes, parmi lesquelles on compte 75,8 % d'actifs (69,4 % ayant un emploi et 6,4 % de chômeurs) et 24,2 % d'inactifs,. Depuis 2008, le taux de chômage communal (au sens du recensement) des 15-64 ans est inférieur à celui de la France et du département.
La commune fait partie de la couronne de l'aire d'attraction de Nîmes, du fait qu'au moins 15 % des actifs travaillent dans le pôle,. Elle compte 376 emplois en 2018, contre 366 en 2013 et 363 en 2008. Le nombre d'actifs ayant un emploi résidant dans la commune est de 916, soit un indicateur de concentration d'emploi de 41 % et un taux d'activité parmi les 15 ans ou plus de 53,6 %.
Sur ces 916 actifs de 15 ans ou plus ayant un emploi, 129 travaillent dans la commune, soit 14 % des habitants. Pour se rendre au travail, 87 % des habitants utilisent un véhicule personnel ou de fonction à quatre roues, 2,7 % les transports en commun, 6,3 % s'y rendent en deux-roues, à vélo ou à pied et 4 % n'ont pas besoin de transport (travail au domicile).

### Activités hors agriculture

#### Secteurs d'activités
224 établissements sont implantés  à Langlade au 31 décembre 2019. Le tableau ci-dessous en détaille le nombre par secteur d'activité et compare les ratios avec ceux du département,.
| Secteur d'activité                                                                                        | Commune | Commune | Département |
| Secteur d'activité                                                                                        | Nombre  | %       | %           |
| --- | ------- | ------- | ----------- |
| Ensemble                                                                                                  | 224     | 100 %   | (100 %)     |
| Industrie manufacturière, industries extractives et autres                                                | 13      | 5,8 %   | (7,9 %)     |
| Construction                                                                                              | 31      | 13,8 %  | (15,5 %)    |
| Commerce de gros et de détail, transports, hébergement et restauration                                    | 51      | 22,8 %  | (30 %)      |
| Information et communication                                                                              | 11      | 4,9 %   | (2,2 %)     |
| Activités financières et d'assurance                                                                      | 9       | 4 %     | (3 %)       |
| Activités immobilières                                                                                    | 13      | 5,8 %   | (4,1 %)     |
| Activités spécialisées, scientifiques et techniques et activités de services administratifs et de soutien | 61      | 27,2 %  | (14,9 %)    |
| Administration publique, enseignement, santé humaine et action sociale                                    | 23      | 10,3 %  | (13,5 %)    |
| Autres activités de services                                                                              | 12      | 5,4 %   | (8,8 %)     |

Le secteur des activités spécialisées, scientifiques et techniques et des activités de services administratifs et de soutien est prépondérant sur la commune puisqu'il représente 27,2 % du nombre total d'établissements de la commune (61 sur les 224 entreprises implantées  à Langlade), contre 14,9 % au niveau départemental.

#### Entreprises et commerces
Les cinq entreprises ayant leur siège social sur le territoire communal qui génèrent le plus de chiffre d'affaires en 2020 sont : 
- Home Confort & Technologies, autres travaux d'installation n.c.a. (1 514 k€)
- Azurrx, recherche-développement en biotechnologie (610 k€)
- I-Cosysteme, autres enseignements (213 k€)
- William Hunt, conseil pour les affaires et autres conseils de gestion (41 k€)
- Societe Holding Du Grand Delta, gestion de fonds (8 k€)

Un jardin d'entreprise regroupe diverses petites entreprises, en plus de la zone artisanale et commerciale située près de la D40.

#### Artisanat et industrie
Un constructeur d'escalier est notamment implantée dans la zone artisanale et commerciale du Vignaud près de la D40.

#### Activités de service
Des activités de service sont implantées dans la zone artisanale et commerciale du Vignaud et d'autres au jardin des entreprises (chemin de Saint Dionisy).

### Agriculture
|               | 1988 | 2000 | 2010 | 2020 |
| ------------- | ---- | ---- | ---- | ---- |
| Exploitations | 21   | 17   | 8    | 7    |
| SAU (ha)      | 116  | 121  | 82   | 266  |

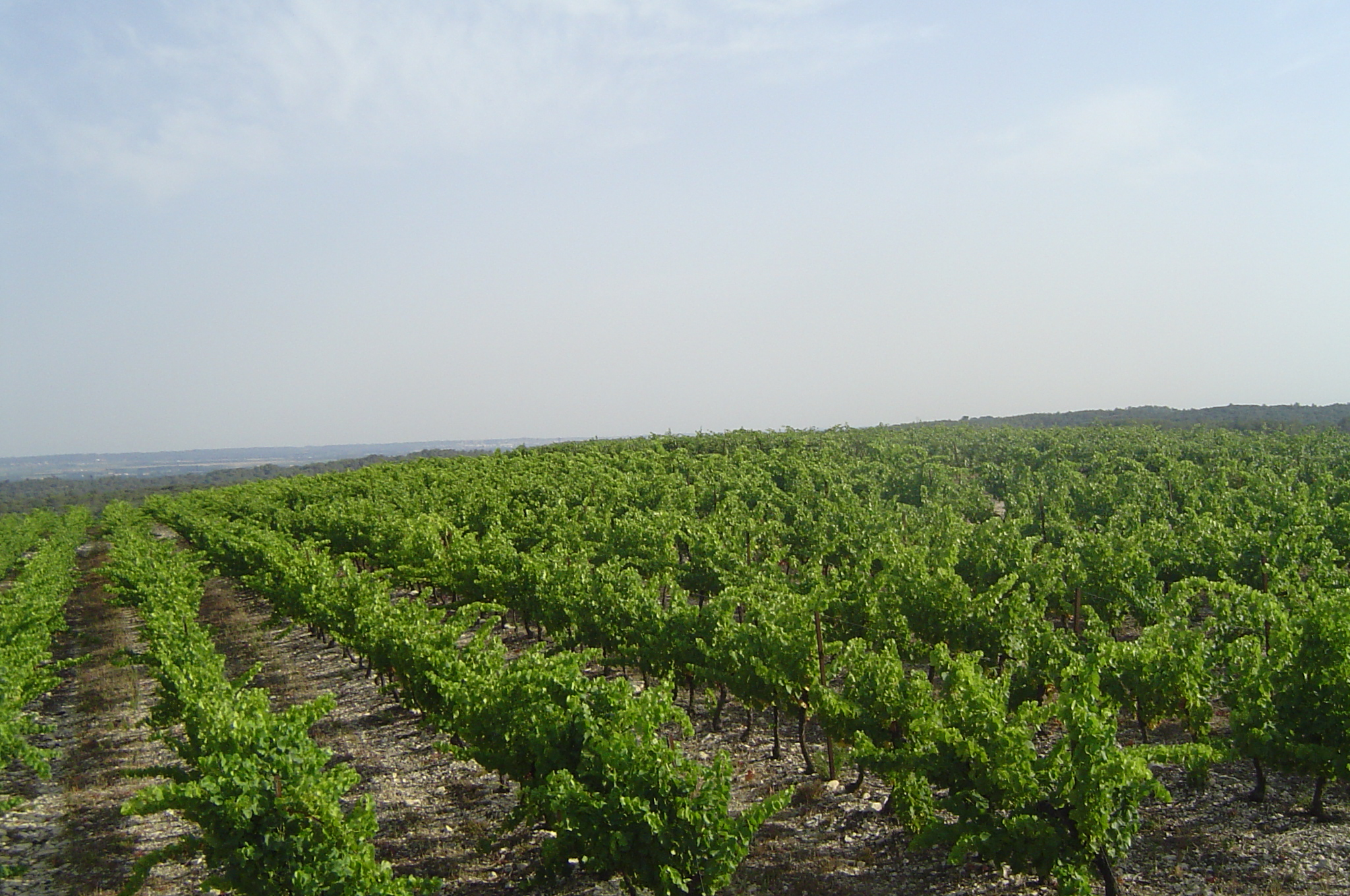
Vignoble langladois

La commune est dans les Garrigues, une petite région agricole occupant le centre du département du Gard. En 2020, l'orientation technico-économique de l'agriculture  sur la commune est la viticulture. Sept exploitations agricoles ayant leur siège dans la commune sont dénombrées lors du recensement agricole de 2020 (21 en 1988). La superficie agricole utilisée est de 266 ha,,.

## Culture locale et patrimoine

### Édifices civils

#### Lavoir

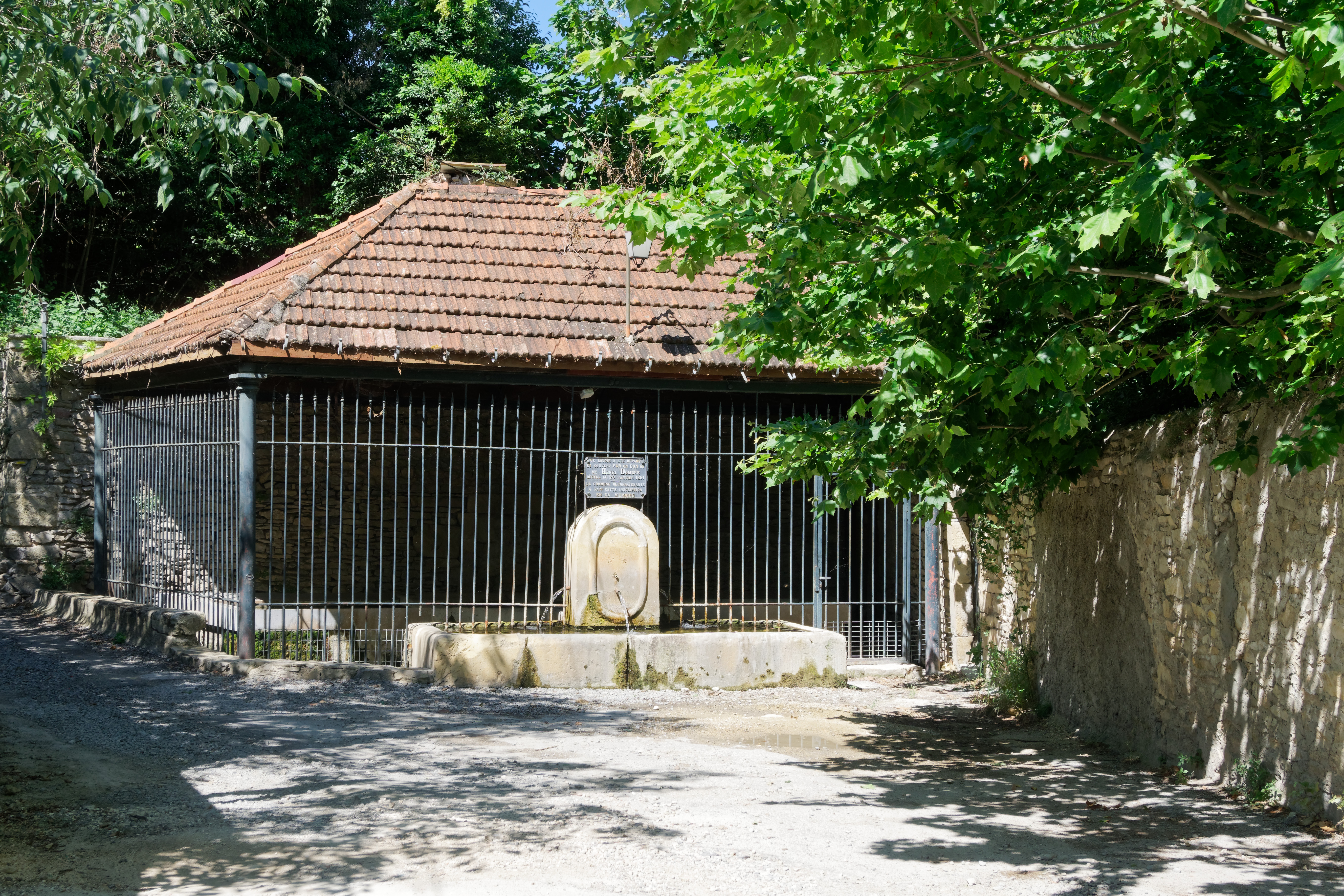
Lavoir offert par la famille Dombre.

Le 27 juillet 1817, le conseil municipal décide une souscription volontaire. Le besoin de bassins est tellement important que la souscription rencontre un vif succès : 100 engagements. Un premier plan est proposé par l’ingénieur des Ponts et Chaussées Léon Durand en 1819 : plan qui sera modifié en 1822. Le 21 septembre, quelques conseillers municipaux écrivent au Maire pour demander l’élargissement à cinq pans des lavoirs, pour permettre le travail de deux femmes en vis-à-vis.
Les bassins du lavoir de la fontaine furent construits en 1822. En 1834 et jusqu’à son décès (1850), l’un d’entre eux, Louis Cord, poursuivra la commune pour divers litiges en rapport avec les bassins (construction et nettoyage d’aqueducs pour l’évacuation des écoulements des bassins). Les lavoirs devaient, en 1891, bénéficier d’un aménagement appréciable : Antoine Paul (Tony) Dombre (Maire de la commune et fondateur du Château Langlade), respectant les dernières volontés de son frère jumeau Henri-David Dombre, fait construire « un hangar pour abriter les lavoirs publics. Les laveuses seront désormais à couvert de la pluie et du soleil ». En remerciement, la municipalité fait placer une plaque commémorative que l’on peut toujours lire.
Au XIXe siècle, la recherche d’eau devient inévitable ainsi que le renforcement du débit des sources déjà en fonction. Des essais sont effectués pour améliorer le débit de la fontaine qui alimente le lavoir. En 1902, le maire soumet à son conseil municipal un devis pour ouvrir une galerie « à travers le massif qui domine le village » afin de rechercher de l’eau. Le projet peu coûteux est garanti par le savoir-faire de son auteur, l’architecte J. Séraphin, qui affirme que seul un drainage permet de capter le volume d’eau propre nécessaire pour augmenter le débit de la fontaine. En 1905, la municipalité achète 390 m² de terres au Cabanis dans laquelle est établie une galerie de captation. Une galerie de quelques dizaines de mètres est creusée, elle est d’ailleurs encore visible de nos jours.
Le XXe siècle voit  le mode d’approvisionnement changer. Il devient concerté, aménagé et géré par un syndicat regroupant plusieurs communes. Langlade donne son accord en 1932 pour une participation financière de 276 426 francs. L’extraction de l’eau se fera sur la commune de Bernis. C’est le 1er août 1938 que l’eau coule pour la première fois. Cette adduction d’eau qui alimente alors 13 fontaines et 17 bouches d’incendie, permet alors à Langlade de faire face au développement résidentiel. Une fête des eaux se déroule les 26 et 27 août 1938. Les travaux sur l’ensemble de la Vaunage prirent un an.

#### La gare

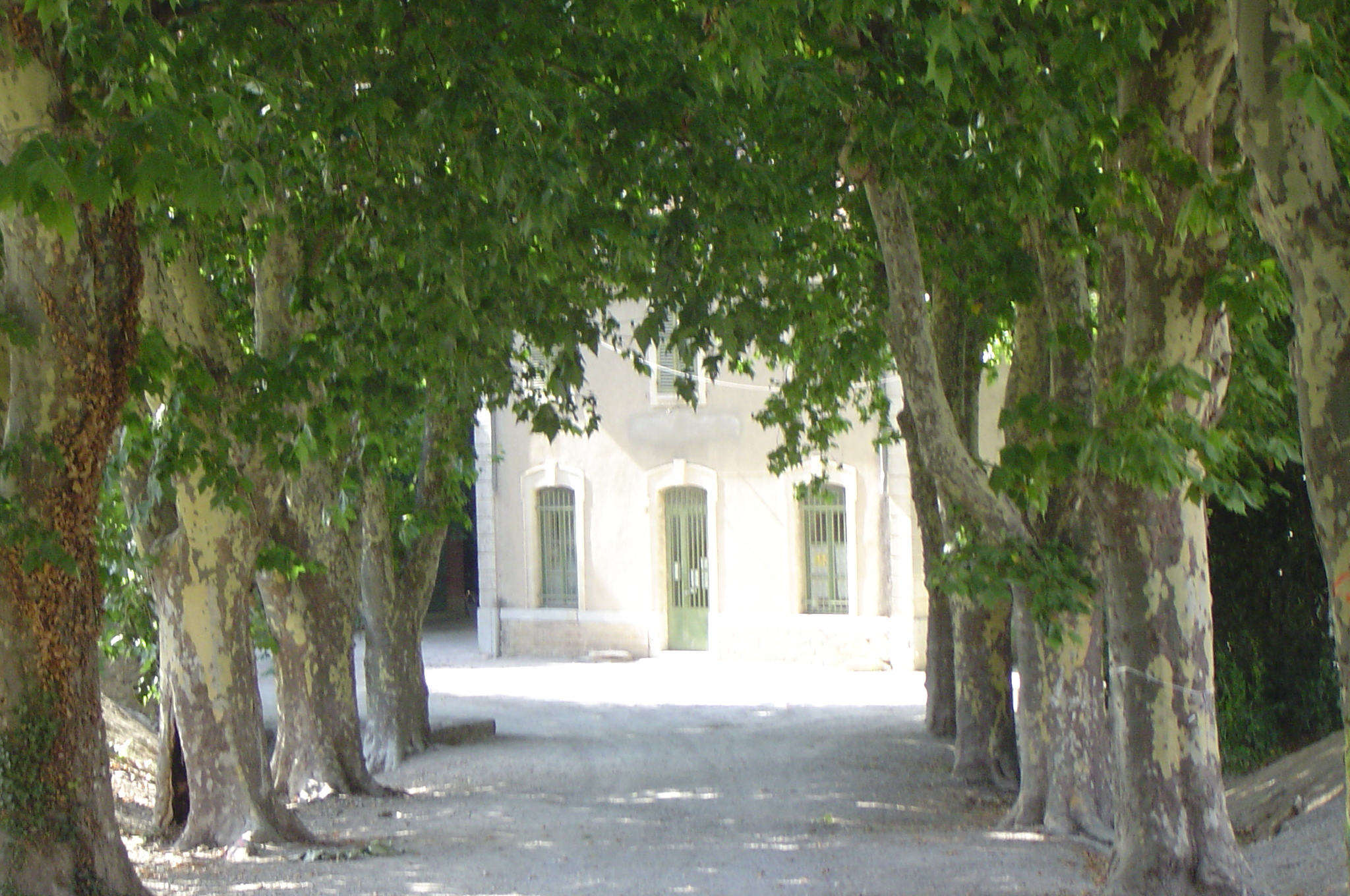
La gare acquise grâce à Tony Dombre.

La gare de Langlade est située sur ce qui fut la ligne « Nîmes-Le Vigan-Tournemire-Roquefort ». Cette dernière section de ligne était destinée à assurer le transport des militaires vers le Larzac.
La ligne de chemin de fer passait par Langlade grâce à l'action de M. Tony Dombre, notable du village, responsable de l'administration des Ponts et Chaussées dans le Gard, et neveu de Charles Dombre, ingénieur des chemins de fer et proche collaborateur de Paulin Talabot (directeur de la compagnie ferroviaire PLM).
Pour comprendre le rôle de la gare de Langlade, il faut appréhender la création des différentes lignes liées entre elles. Dès le 11 mars 1872, une ligne est ouverte entre Lunel et Sommières, par Junas et remontant jusqu'à Ganges. Le 20 juillet 1874, elle est prolongée jusqu’au Vigan (longueur totale de 82 km) et le 11 juillet 1881 verra la création d’une relation « Alès-Mas des Gardies-Quissac », avec embranchement à Lézan vers Anduze. Mais l’itinéraire le plus important est inauguré le 30 octobre 1882, avec la liaison « Saint-Césaire-Sommières-Les Mazes le Crès (non loin de Montpellier) ».
Alors que la relation « Alès-Quissac » pouvait permettre de détourner les trains en cas d’obstruction de la ligne « Alès-Nîmes » (ce fut le cas à l’occasion du tragique déraillement de Nozières en 1957 où des inondations ayant emporté le pont de Ners en 1958), la ligne « Saint-Césaire–Sommières-Les Mazes Le Crès » était prévue pour permettre des détournements en cas d’obstruction, entre Nîmes et Montpellier, de la ligne « Tarascon-Sète ». Dans la même optique, après Le Vigan, la ligne poursuivait son chemin sur le Larzac jusqu'au carrefour alors important de Roquefort-Tournemire, rejoignant la ligne Paris-Béziers (ligne des Causses).
Ces relations multiples présentaient donc un intérêt stratégique et de délestage notoire, particulièrement important, notamment sur le plan militaire en cas de conflit et de destruction d’ouvrages d’art sur l'axe principal de Tarascon à Toulouse en passant par le nœud ferroviaire de Narbonne. On a commencé à voir circuler sur ces lignes, des automotrices à vapeur, ancêtres des autorails, des machines à vapeur remorquant des voitures équipées de banquettes en bois, puis des autorails FNC et enfin des autorails Picasso. La ligne « Lunel–Gallargues–Sommières » est fermée le 1er juin 1931 pour les voyageurs et, 10 ans plus tard, pour les marchandises. Pour « Nîmes-le Vigan », les fermetures sont progressives : « Sommières-Le Vigan » le 9 mars 1969, et « Nîmes-Sommières », le 18 janvier 1970.
La SNCF assure ensuite un service routier de substitution par cars, mais ponctuellement des affrètements de trains de voyageurs furent encore possibles. C’est ainsi que des circulations après fermetures ont eu lieu. Un dernier voyage, a but "touristique" et "historique" a lieu en 1985 à bord d'un autorail panoramique. En ce qui concerne le trafic marchandises « Ganges-Le Vigan et Quissac Nimes via sommières » a fermé le 1er avril 1987. Le 3 octobre 1988, les inondations emportent la voie entre Caveirac et Saint-Césaire. En 1991, la ligne « Nîmes-Ganges via le carrefour du Mas des Gardies, rejoignant Lézan et Quissac » est définitivement fermée. De 1993 à 1994 les rails sont déposés de Nîmes au Vigan et de Quissac à Lézan. Cette ligne a connu un trafic marchandises important au début du XXe siècle et la gare de Langlade a expédié de nombreux wagons de barriques de vins ou des raisins de table (chasselas). La gare de Langlade a de même joué un rôle important dans l’approvisionnement en marchandises de la Vaunage, sous l’occupation allemande.
Le bâtiment fait partie intégrante du patrimoine. Aujourd’hui, le conseil général du Gard a racheté la voie ferrée pour en faire une voie verte. La commune a acquis une partie de l’emprise SNCF- Réseau ferré de France pour y aménager des activités touristiques et culturelles.

#### Moulin à vent

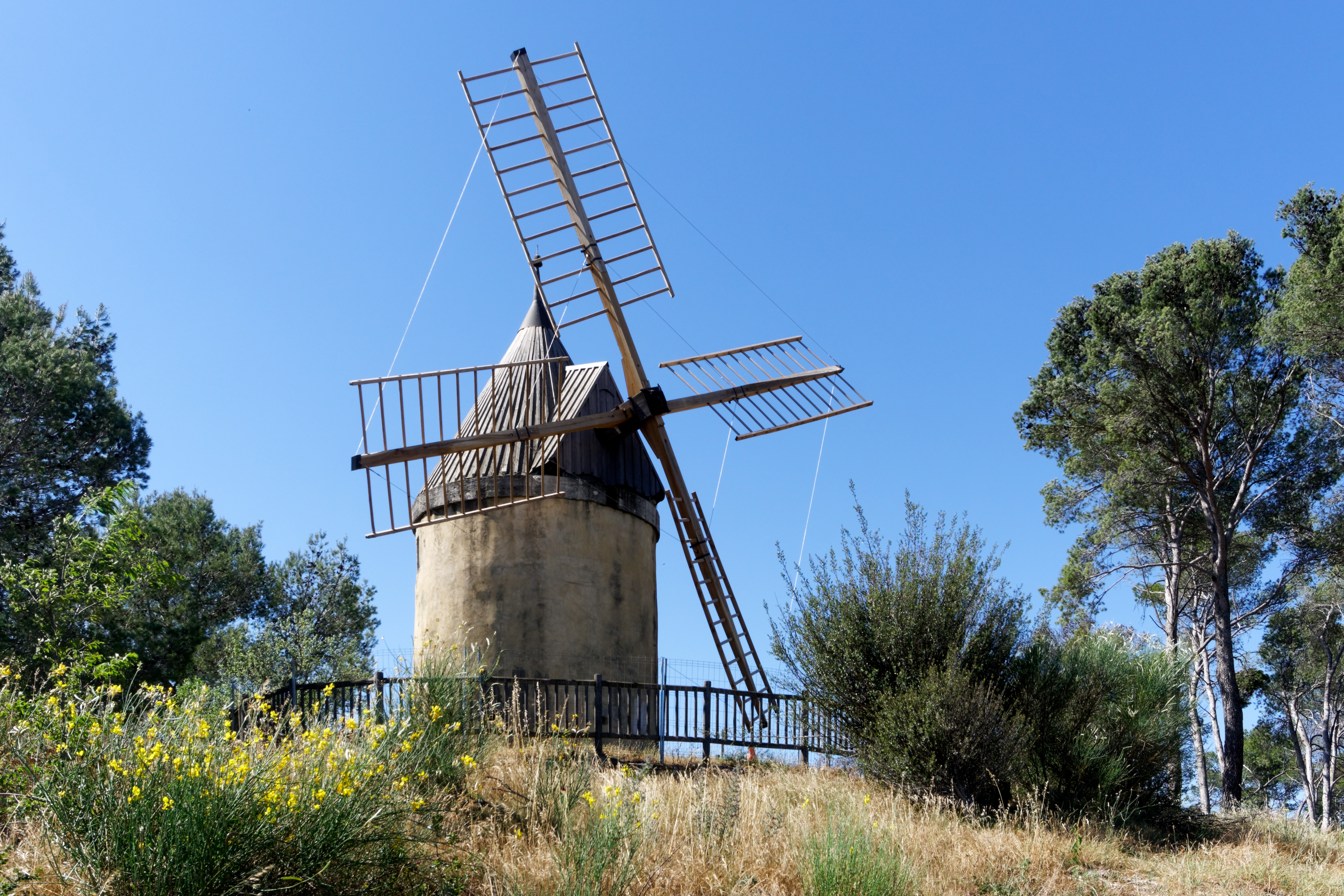
Le moulin à vent.

Ce moulin est situé sur une hauteur dominant Langlade. On y accède par le Chemin du Moulin-à-vent. Le moulin de Langlade est mentionné pour la première fois en 1211, lors d'une reconnaissance passée par Guillaume Alban, pour deux terres sises au lieu-dit « Ad Molinar » (au Moulin). Le Cartulaire du Chapitre de Nismes (Nîmes), fait de même état de possessions ecclésiastiques sur le territoire de Langlade. En 1597, deuxième mention lors de l'établissement du comtois à Clausades, concernant la redevance foncière. En 1634, la Carte de Tassin situe le moulin sur une hauteur. En 1693, le moulin est encore un bien noble, il est donc exempt de taille. En 1781, le moulin est situé sur la carte de Cassini. En 1809, le moulin est mentionné dans le recensement des moulins en activité. En 1835, il est mentionné sur le cadastre Napoléonien. À l’époque, de grandes surfaces étaient réservées aux céréales et l’activité du meunier était importante en Vaunage. Jusqu’à l’apparition de meuneries dites industrielles en 1809 à Nîmes et à la disparition des céréales au profit de l’extension des vignobles, au début du XIXe siècle. En 1868, le moulin est mentionné sur le dictionnaire topographique du Gard de E. Germer-Durand. En 1906, trente hectares de pins d'Alep sont plantés au Castellas et au Moulin à Vent. En 1992, il devient propriété de la commune.
Aujourd’hui, il est connu comme Moulin de Cavalier en souvenir de la halte faite par Jean Cavalier, chef Camisard (Camisards : résistants protestants), le 15 avril 1704, jour de la défaite à Nages. Sa troupe composée de 800 fantassins et de 200 cavaliers quitta Caveirac où ils avaient logé la nuit pour rejoindre Langlade. À la fin de l'après-midi, cerné de toutes parts, Cavalier gagne les hauteurs de Langlade. Embusqué près du moulin, le bataillon de Hainaut des dragons du Roi l'attendait.
Le moulin Cavalier a été restauré le 19 juin 2004 et en 2020. Restauré dans son authenticité, il est en parfait état de marche avec une toiture tournante qui permet au meunier de suivre la direction du vent. Sa tour est en forme de fût cylindrique régulier et sa couronne en pierre de taille supporte un toit orientable. Il possède également des meurtrières dont l'usage n'est pas clair, peut être pour assurer la ventilation des meules et du mécanisme, évitant ainsi l'échauffement. Son équipement est classique : une paire de meules entraînées par des ailes à toiles.

#### Château Langlade

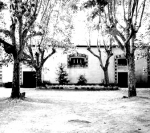
Cave du Château Langlade.

La Cave de ce château comprend un chai de vinification, des chais d'élevage composé de barriques, de foudres en chêne de Russie et des cuves. Une voûte en parefeuilles provençaux double la toiture classique en tuiles et crée un matelas d'air immobile, assurant une isolation thermique et hygrométrique constante toute l'année. L'accès à l'étage supérieur (sommet des foudres et des cuves) est permis par un chemin de ronde extérieur, incliné et contournant la cave. Sous le chemin de ronde, des caves semi-enterrées permettent une bonne conservation des différents millésimes.

### Édifices religieux

#### Temple protestant

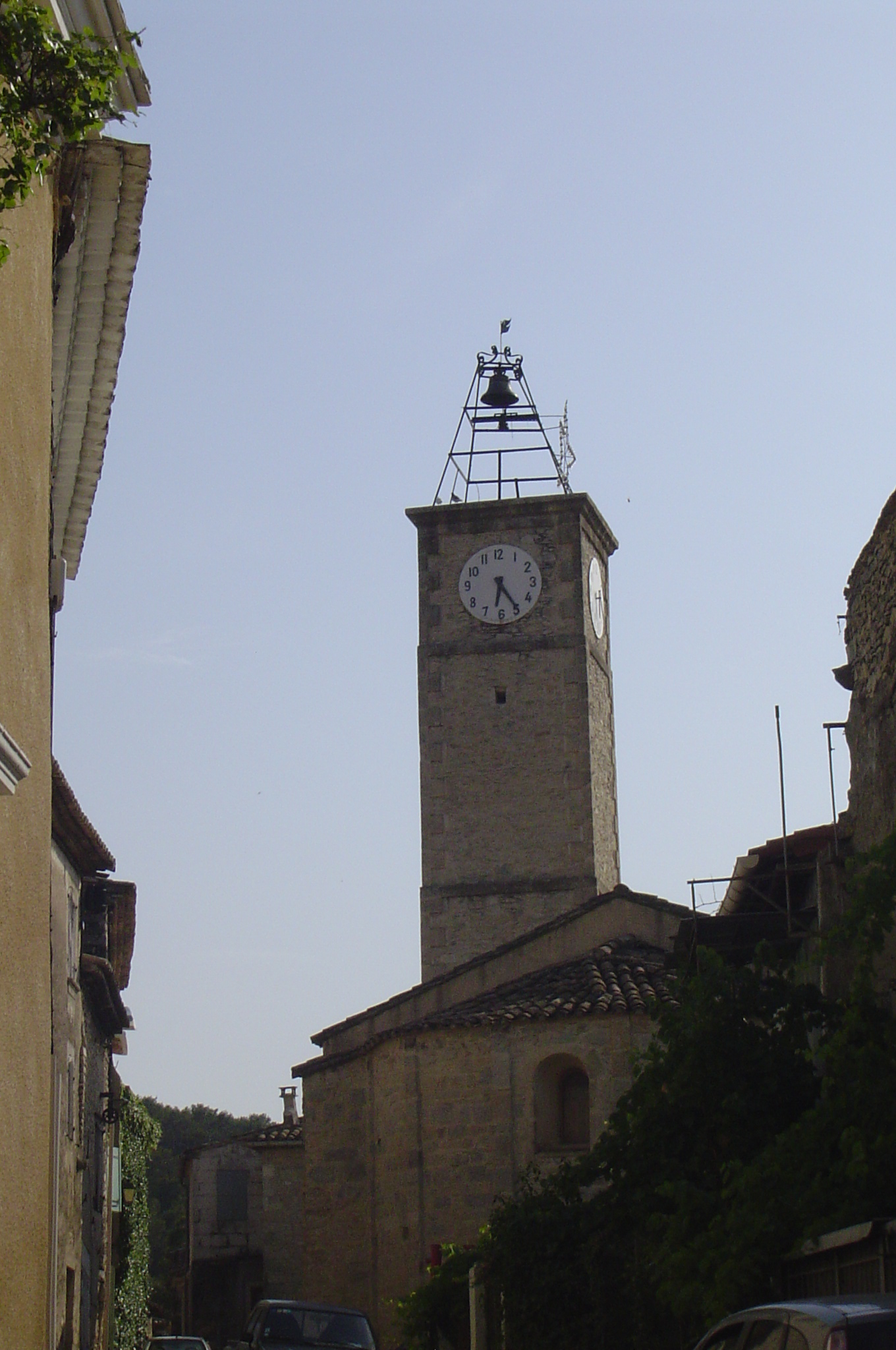
Le temple.

Pendant le Moyen Âge, le temple actuel faisait partie du diocèse de Nîmes. D’après une ancienne charte de 430, sous le règne de Louis IV, il fut offert au chapitre de la cathédrale de Nîmes et le quart de ses revenus allait aux évêques, les trois quarts au prieuré de Saint-Baudille. À la fin du XVIIe siècle, Monseigneur Seguier vint visiter la paroisse. Il trouva l’église ruinée et cinq catholiques dans le village. Au moment de la révocation de l’édit de Nantes, on enregistra de nombreuses conversions. À la suite d'un rapport du ministre des Cultes, en date du 27 Ventôse An XI, le premier Consul prit un décret le 8 Germinal An XI qui donnait définitivement l’église aux protestants. Cet édifice était à l’époque une des rares églises fortifiées.
On y accède actuellement par une petite rue bordée de vieilles maisons et l’on se trouve devant une abside formée de murs épais en moellon et séparés par des pilastres. L’édifice est flanqué d’un haut clocher surmonté d'un campanile de fer comportant la cloche de l'horloge. La voûte est en plein cintre.

#### Église catholique
- Église Saint-Julien et Saint-Jean-Bosco de Langlade.

### Patrimoine culturel

#### Capitelles

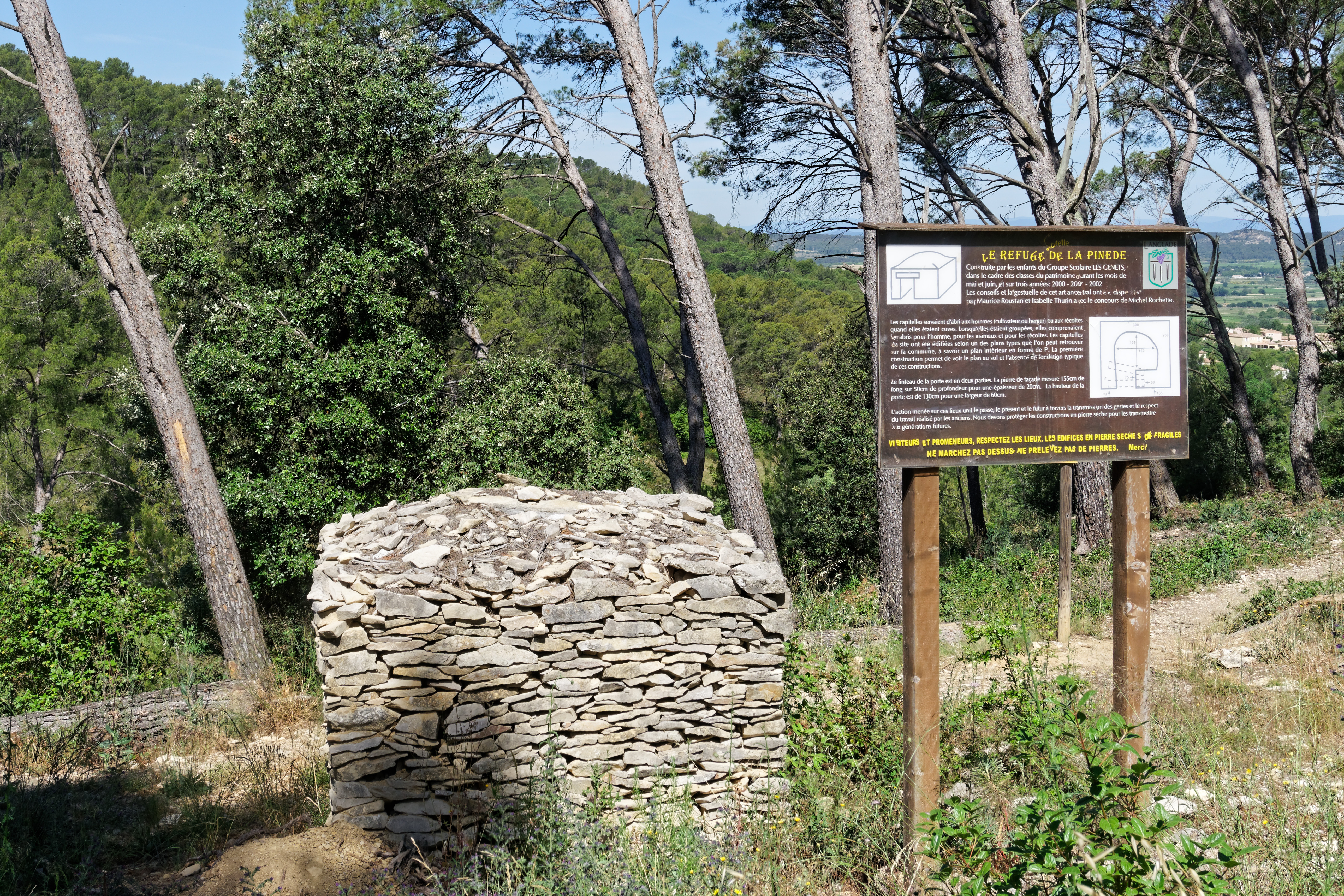
Capitelle "Le refuge de la Pinède".

Les capitelles : nombreuses en Vaunage et notamment à Langlade, elles sont souvent enfouies dans la garrigue qui a envahi les terres après la destruction de la vigne par le phylloxéra.

#### Vignoble

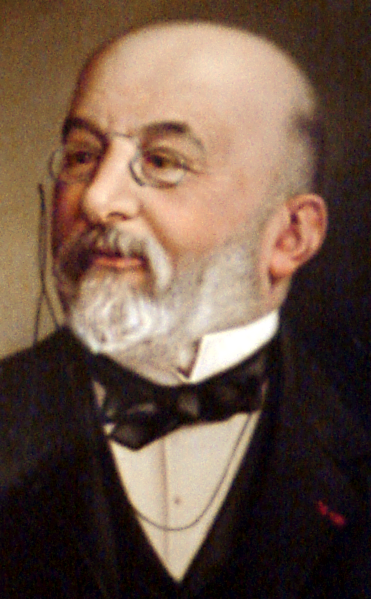
Tony Dombre.

La vigne est une culture traditionnelle en Vaunage et son développement remonte aux Romains. Le roi René (dernier des princes d'Anjou, régnant sur la Provence, la  Loire, la Lorraine, l'Italie, l'Europe Centrale), installé à Tarascon, et d'autres Seigneurs étrangers venaient déjà s'y approvisionner. Puis par un édit du 10 novembre 1696, Louis XIV accorda à Langlade des armoiries « d’Argent à trois échalas de Sinople », confirmant la notoriété dont jouissaient les vins de Langlade auprès de la cour royale. L’implantation du vignoble en garrigues semble remonter à 1597, atteignant 140 hectares en 1652. Son extension se fait par usurpation souvent des biens communaux au détriment des friches.
À l’aube du XIXe siècle, le vignoble occupant 70 % de la culture, devient culture dominante : 600 hectares de vignes à petit rendement. Entre 1873 et 1876, le phylloxéra, petit insecte venu d’Amérique, attaque les racines de la vigne et entraîne la destruction complète du vignoble. En 1882, la replantation commence notamment avec M. Tony Dombre pour atteindre 200 hectares en 1904, essentiellement en plaine et coteaux. Quelques parcelles de vignes subsistent en garrigues jusqu’en 1960. La replantation est ensuite reprise par les familles Boissier, Hutter, Dufes-Martin (désormais Van Der Bent) et Sarran-Cadène (descendants des Dombre).
Une partie des vins de Langlade se maintient au premier plan de la qualité, lors de la création des vins délimités de Qualité Supérieure (VDQS) en 1945, en figurant dans cette classification. En 1905 les VDQS « Coteaux du Languedoc » deviennent vins d’appellation d’origine contrôlée (AOC) avec, pour seule commune du Gard, Langlade. Depuis 20 ans, le vignoble (100 hectares en 2000) se remet à croître en retrouvant le terroir historique du « Vieux Langlade ».

### Patrimoine environnemental
Langlade est classée en commune boisée grâce à sa pinède entretenue par l'ONF.

### Personnalités liées à la commune
- Antoine Paul Dombre dit Tony Dombre (1834-1899).

## Héraldique
| Blason de Langlade (Gard) | Blason  | D'argent aux trois échalas au naturel surmontés au point du chef d'une grappe de raisin de pourpre feuillée de deux pièces de sinople. |
| Blason de Langlade (Gard) | Détails | Le statut officiel du blason reste à déterminer.                                                                                       |